# Bill Wyman
William George Wyman, detto Bill (nato William George Perks; Penge, 24 ottobre 1936), è un bassista britannico, ex-membro del gruppo rock The Rolling Stones, in cui ha militato dal 1962 fino al 1993.

## Biografia
Sin da giovane era interessato alla musica, infatti suonò il pianoforte dall'età di 10 anni fino ai 13. La sua prima band furono i Cliftons, ma nel 1962 gli venne proposto di entrare a far parte dei Rolling Stones, in sostituzione di Dick Taylor, che andrà a far parte dei Pretty Things. In realtà, gli venne chiesto di entrare a far parte della band perché possedeva la strumentazione propria, ma comunque stabilì una buona intesa con gli altri membri della band, e quando successivamente il batterista Charlie Watts entrò anche lui a far parte degli Stones, la classica formazione della band era formata.

### The Rolling Stones

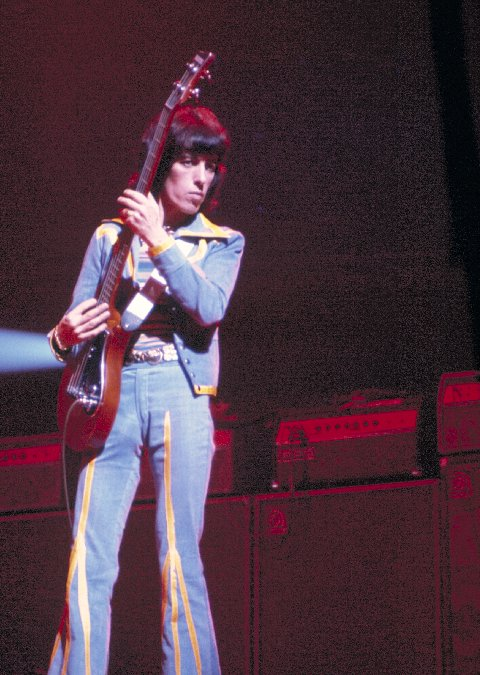
Bill Wyman durante un concerto con i Rolling Stones nel 1975

Il successo con i Rolling Stones è risaputo e circolano voci che sia stato lui l'inventore del riff di Jumpin' Jack Flash, ma Wyman ha anche pubblicato vari album da solista e assieme ad altri musicisti. Tra i lavori solisti si possono citare Monkey Grip del 1974 ed il seguente Stone Alone del 1976. Nel 1985 forma la cover band Willie and the Poor Boys insieme a Charlie Watts, Jimmy Page e Paul Rodgers, con i quali pubblicherà due album. A ogni modo, anche all'interno dei Rolling Stones, precisamente nell'album Their Satanic Majesties Request del 1967, c'è una canzone da lui scritta e interpretata: In Another Land, dove Mick Jagger e gli altri Stones prendono parte ai cori. Fu la prima canzone, nella storia del gruppo, a non essere cantata da Jagger, e precedette la prima di quelle cantate da Keith Richards (You got the Silver del 1969).
Nel 1989 sposa la modella Mandy Smith, all'epoca diciannovenne, ma la loro relazione fece scandalo, dato che iniziò quando la Smith aveva solo quattordici anni. Il matrimonio durò però solamente un anno. La stampa scandalistica inglese diede ampio risalto al fatto che suo figlio Stephen si fidanzò con la madre di Mandy Smith.
Nel gennaio del 1994, Bill Wyman abbandona definitivamente i Rolling Stones a causa di problemi fisici; la notizia circolava già da tempo negli ambienti della musica. Nel 1997 ha formato un'altra band, i Rhythm Kings, che comprende i chitarristi Peter Frampton ed Albert Lee, nonché l'ex tastierista dei Procol Harum, Gary Brooker. Con questa band ha pubblicato cinque album. Nel 2004 ha inaspettatamente preso parte al Festival di Sanremo, in gara insieme ai DB Boulevard, classificandosi al tredicesimo posto.
È tornato a suonare con i Rolling Stones in alcune date di un loro tour svolte in Gran Bretagna alla fine del 2012. Il 24 ottobre 2012 i suoi vecchi compagni di band hanno annunciato in un'intervista ufficiale che Bill Wyman e l'altro ex Mick Taylor si sarebbero uniti a loro sul palco nei concerti alla O2 arena di Londra del 25 e 29 novembre, e a Newark il 13 e 15 dicembre, ma solo come ospiti, come precisato da Keith Richards, con Darryl Jones, bassista in carica per i concerti, saldamente al suo posto per gran parte delle scalette. Il chitarrista ha aggiunto: «Darryl non riceve abbastanza elogi. Lui e Bill possono decidere i brani che suoneranno rispettivamente». Nello show del 25 novembre Wyman ha suonato con i Rolling Stones due brani consecutivi: It's Only Rock 'n Roll (But I Like It) e Honky Tonk Women. 

## Stile e Strumentazione
Particolare del suo stile prende spunto dai contrabbassisti dell'epoca Willie Dixon e Ricky Fenson: la tecnica del Walking Bass ovvero basso che cammina,  ma la sua peculiarità è il tenere il basso con una certa angolatura.
I bassi più utilizzati (perlopiù a scala corta) sono: Framus Star Bass, Fender Mustang Bass, Vox Teardrop Bass, Dan Armstrong Bass, Gibson EB-3 e alcuni modelli Steinberger. Inoltre possiede un suo signature Bill Wyman Bass Centre.
Specie negli anni '60 e in parte negli anni '70 usava principalmente un basso economico giapponese da lui modificato togliendo i tasti, presumendo che fosse lo stesso Wyman l'inventore del basso fretless.

## Discografia

### Discografia con i Rolling Stones
Album in studio
- 1964 - The Rolling Stones (UK, aprile)
- 1964 - England's Newest Hit Makers (US, maggio)
- 1964 - 12 x 5 (US, 24 ottobre)
- 1965 - The Rolling Stones No.2 (UK, 15 gennaio)
- 1965 - The Rolling Stones, Now! (US, 13 febbraio)
- 1965 - Out of Our Heads (UK-US)
- 1965 - December's Children (And Everybody's) (US)
- 1966 - Aftermath (UK-US)
- 1967 - Between the Buttons (UK-US)
- 1967 - Flowers (US)
- 1967 - Their Satanic Majesties Request
- 1968 - Beggars Banquet
- 1969 - Let It Bleed
- 1971 - Sticky Fingers
- 1972 - Exile on Main St.
- 1973 - Goats Head Soup
- 1974 - It's Only Rock 'n' Roll
- 1976 - Black and Blue
- 1978 - Some Girls
- 1980 - Emotional Rescue
- 1981 - Tattoo You
- 1983 - Undercover
- 1986 - Dirty Work
- 1989 - Steel Wheels

### Da solista
Album in studio
- 1974 - Monkey Grip
- 1976 - Stone Alone
- 1981 - Bill Wyman
- 1992 - Stuff
- 2015 - Back To Basics
- 2024 - Drive my Car

Colonne sonore
- 1981 - Green Ice
- 1985 - Willie and the Poor Boys
- 1985 - Phenomena (con il brano Valley)
- 1987 - Opera (con i brani Opera Theme e Black Notes)

### Collaborazioni
- 1994 - Tear It Up (live con il gruppo Willie and the Poor Boys)

- 2023 - The Rolling Stones - Hackney Diamonds - basso in Live by the Sword

### Bill Wyman's Rhythm Kings
- 1998 - Struttin' Our Stuff
- 1999 - Anyway the Wind Blows
- 2001 - Groovin'
- 2001 - Double Bill
- 2004 - Just for a Thrill
- 2018 - Studio Time